# Операција Сана
Операција Сана је била завршна војна офанзива Армије Републике Босне и Херцеговине (Армија Републике Босне и Херцеговине – АРБиХ) у западној Босни и Херцеговини и посљедња велика битка босанског рата . Покренута је са подручја Бихаћа 13. септембра 1995. године против Војске Републике Српске (ВРС) и укључивала је напредовање према Босанском Петровцу, Санском Мосту и Босанској Крупи . Истовремено, Хрватска војска ( Хрватска војска – ХВ) и Хрватско вијеће обране (ХВО) ангажовали су ВРС у операцији Маестрал 2 даље према југоистоку. Након почетних 70 km (43 mi) напредовањем, појачања ВРС-а успјела су зауставити АРБиХ у близини Санског Моста и Босанског Новог и преокренути неке од територијалних добитака АРБиХ у контранападу . Након што је дијелу 5. корпуса АРБиХ пријетио пораз око града Кључа, АРБиХ је затражила помоћ од ХВ-а.
ХВ и ХВО су као одговор покренули операцију Јужни потез, уклонивши притисак ВРС из Кључа и омогућивши 5. корпусу, ојачаном 7. корпусом, да настави напредовање и заузме Сански Мост 12. октобра, до када је требало да ступи на снагу свеобухватни прекид ватре у цијелој земљи. Борбе су настављене још осам дана без значајнијих промена на линијама фронта. Борбе се нису наставиле, а рат је окончан наредног мјесеца након преговора и прихватања Дејтонског споразума.
Операција је почела током НАТО бомбардовања ВРС, под шифрованим називом Операција Намјерне снаге, која је гађала противваздушну одбрану, артиљерију и складишта босанских Срба првобитно на подручју Сарајева, али и на другим мјестима у земљи. Операција Сана, уз истовремене офанзиве ХВ-а и ХВО-а, изазвала је дебату међу војним аналитичарима о томе да ли су копнени напади или ваздушни напади НАТО-а одговорнији за окончање рата у Босни. Такође се постављало питање у којој мјери је напредовање АРБиХ, ХВО-а и ХВ-а потпомогнуто зрачним нападима, и обрнуто, у којој мјери су ометали ВРС.

## Позадина
Пошто се Југословенска народна армија повлачила из Хрватске након прихватања и почетка имплементације Венсовог плана, њених 55.000 официра и војника рођених у Босни и Херцеговини пребачено је у нову војску босанских Срба, која је касније преименована у Војску Републике Српске – ВРС. Ова реорганизација уследила је након проглашења Српске Републике Босне и Херцеговине 9. јануара 1992. године, уочи референдума о независности Босне и Херцеговине који је одржан између 29. фебруара и 1. марта 1992. године. Ову декларацију ће босански Срби касније навести као изговор за босански рат. Босански Срби почели су утврђивање главног града Сарајева и других подручја 1. марта 1992. године. Сљедећег дана забиљежени су први ратни погибли у Сарајеву и Добоју . Последњих дана марта, снаге босанских Срба бомбардовале су Босански Брод артиљеријом, што је резултирало прекограничном операцијом 108. бригаде Хрватске војске ( Хрватска војска – ХВ). Дана 4. априла 1992. артиљерија ЈНА почела је гранатирати Сарајево. Било је и других примера да је ЈНА директно подржавала ВРС, као на пример приликом заузимања Зворника почетком априла 1992, када је ЈНА пружила артиљеријску подршку из Србије, пуцајући преко реке Дрине. Истовремено, ЈНА је покушала да смири ситуацију и договори преговоре у другим деловима земље.
ЈНА и ВРС у Босни и Херцеговини суочиле су се са Армијом Републике Босне и Херцеговине ( Армија Републике Босне и Херцеговине – АРБиХ) и Хрватским вијећем обране (ХВО), подношећи извјештаје централној влади у којој доминирају Бошњаци и руководству босанских Хрвата, као и ХВО-у, који повремено подржава операције. Крајем априла, ВРС је била у могућности да распореди 200.000 војника, стотине тенкова, оклопних транспортера и артиљеријских оруђа. ХВО и Хрватске обрамбене снаге (ХОС) могле су да избаце око 25.000 војника и неколико тешког наоружања, док је АРБиХ углавном била неприпремљена са скоро 100.000 војника, малокалибарским оружјем за мање од половине свог броја и практично без тешког наоружања. Наоружавање различитих снага било је отежано ембаргом Уједињених нација (УН) на оружје уведен септембра 1991.  До средине маја 1992. године, када су се јединице ЈНА које нису биле пребачене у ВРС повукле из Босне и Херцеговине у новопроглашену Савезну Републику Југославију, ВРС је контролисала приближно 60 процената Босне и Херцеговине.  Обим контроле проширен је на око 70 одсто земље до краја године.

## Увод
До 1995. године АРБиХ и ХВО су се развиле у боље организоване снаге које су користиле упоредиво велики број артиљеријских оруђа и добра одбрамбена утврђења. ВРС није била способна да пробије њихову одбрану чак ни тамо где су њене снаге користиле здраву војну тактику, на пример у бици за Орашје у мају и јуну 1995.  У августу 1995. године, након пада већине подручја Хрватске под контролом хрватских Срба током операције Олуја, ХВ је пребацила фокус на западну Босну. Промена је била мотивисана жељом да се створи безбедносна зона дуж хрватске границе, да се Хрватска успостави као регионална сила и стекне наклоност Запада тако што ће се окончати рат у Босни. Влада Босне и Херцеговине поздравила је овај потез јер је допринео њиховом циљу да обезбеде западну Босну, као и највећи град који држе босански Срби, Бања Луку.
Последњих дана августа 1995. године, НАТО је покренуо ваздушну кампању против ВРС, под шифрованим називом Операција Делиберате Форце . Покренут је као одговор на други масакр на Маркалама 28. августа, који је услиједио након масакра у Сребреници. Ваздушни напади почели су 30. августа, првобитно су гађали противваздушну одбрану ВРС, а мете у близини Сарајева. Кампања је накратко обустављена 1. септембра и њен обим је проширен на артиљерију и складишта широм града. Бомбардовање је настављено 5. септембра, а његов обим се проширио на противваздушну одбрану ВРС у близини Бањалуке до 9. септембра, пошто је НАТО скоро исцрпио своју листу циљева у близини Сарајева. Босански Срби су 13. септембра прихватили захтјев НАТО-а за успостављање зоне искључења око Сарајева и кампања је прекинута.
Како је НАТО бомбардовање генерално циљало ВРС око Сарајева, западна Босна је остала релативно мирна након операције Олуја, осим истражних напада које су покренули ВРС, ХВО или АРБиХ у близини Бихаћа, Дрвара и Гламоча. У то вријеме ХВ, ХВО и АРБиХ су планирали заједничку офанзиву у региону. Компонента офанзиве ХВ-а и ХВО-а, кодног назива Операција Маестрал 2, покренута је 8. септембра с циљем заузимања градова Јајца, Шипова и Дрвара, док је 7. корпус АРБиХ напредовао на десном боку ХВ-а и ХВО-а према Доњем Вакуфу. Сва четири града су заузета до 14. септембра, а 7. корпус је почео пребацивање значајног дијела својих трупа 5. корпусу АРБиХ на подручју Бихаћа.

## Ред борбе
5. корпусу АРБиХ од 15.000 војника, којим је командовао дивизијски генерал Атиф Дудаковић, постављени су примарни циљеви, заузимање Босанске Крупе, Босанског Петровца, Кључа и Санског Моста . Дудаковић је својих осам бригада поделио у две оперативне групе (ОГ).  ОГ (Југ), у чијем саставу су биле 501. брдска, 502. брдска, 510. ослободилачка и 517. лака бригада, допуњена елементима 5. батаљона војне полиције, командовао је лично Дудаковић. ОГ (Сјевер), у саставу 503. брдске, 505. брдске, 506. ослободилачке и 511. брдске бригаде, командовао је његов начелник штаба бригадир Мирсад Селмановић. На почетку операције, артиљерија ХВ-а је пружала ватрену подршку ОГ Југ.
2. крајишки корпус, којим је командовао генерал-мајор Радивоје Томанић, и 30. пешадијска дивизија 1. крајишког корпуса, којом је командовао генерал-мајор Момир Зец, биле су формације ВРС на том подручју. Томанић, који је смјестио свој штаб у Дрвару, био је генерално командујући западном Босном. Томанић и Зец командовали су удруженим снагама од око 22.000 војника. Потреба за одбраном од оба корпуса АРБиХ и комбинованих снага ХВ-а и ХВО-а значила је да је ВРС имала само 8.000 војника суочених са 5. корпусом. Били су организовани у шест пјешадијских или лаких пјешадијских бригада стационираних на висоравни Грабеж и код Босанске Крупе и Отоке.

## Операција
Прва фаза
АРБиХ је 13. септембра кренула у напад, кодног назива Сана 95, од Бихаћа према ријеци Сани . Прво напредовање предузела је ОГ Југ, а предводила га је 502. брдска бригада на положаје ВРС-а на висоравни Грабеж јужно од града. Пошто је њена одбрана попустила пред копненим нападом подржаном артиљеријском ватром ХВ-а, ВРС је почела да се повлачи на југ према Босанском Петровцу, заједно са цивилима који су бежали из тог подручја. АРБиХ је прогонила ВРС у повлачењу, заузевши Кулен Вакуф сутрадан и Босански Петровац 15. септембра. Истог дана, АРБиХ се повезала са ХВ отприлике 12 kilometres (7,5 miles) југоисточно од Босанског Петровца. ХВ је заузела Дрвар и стигла до превоја Оштрељ, у оквиру операције Маестрал 2. Обје снаге су другу замијениле за ВРС, што је довело до инцидента пријатељске ватре.
Иако је лијеви бок истуреног дијела створеног напредовањем АРБиХ био рањив, ВРС није могла искористити прилику јер није имала резерве на располагању у том подручју. Покушај проширења истуреног дела почео је 15. септембра, када је ОГ Север кренула на Босанску Крупу и Отоку у нападу који су предводиле 503., 505. и 517. бригада. Истовремено, ОГ Југ се прегруписала у Босанском Петровцу у очекивању пристизања појачања из 7. корпуса. Прегруписавање је подразумевало стварање нове формације, ОГ Центар, који се састоји од 502., 505., 506. и 517. бригаде, а све су претходно биле додељене двема постојећим ОГ. 501. и 510. бригада ОГ Југ наставиле су са напредовањем и заузеле Кључ 17. септембра, прешавши 70 kilometres (43 miles) од почетка операције. Истог дана ОГ Сјевер заузела је Босанску Крупу и Отоку, а 510. бригада је такођер пребачена у Центар ОГ. Тиме је завршена прва фаза операције Сана.
Центар ОГ је започео напредовање према Санском Мосту против 1. дрварске и 1., 2. и 3. дринске пешадијске бригаде, које су биле остатке јединица ВРС које су се повукле из Дрвара на крају операције Маестрал. 2. ОГ Сјевер је кренула према Новом Граду као и према Санском Мосту на лијевом боку ОГ Центар, против отпора 1. новске и 11. крупске бригаде и бившег гарнизона Дрвар. ОГ Југ, без свих јединица осим 501. бригаде и 17. крајишке брдске бригаде која је пребачена из 7. корпуса, имала је задатак да заузме Мркоњић Град на десном боку Центра ОГ.
Када се АРБиХ приближила Новом Граду и Санском Мосту 18-19. септембра, наишла је на додатних 14.000 војника ВРС Приједорске ОГ 10 1. крајишког корпуса под командом пуковника Радмила Зељаје, уз подршку 2.000 војника који су стигли из Србије. Међу њима су Српска добровољачка гарда (СДГ), коју предводи Жељко Ражнатовић Аркан, и Црвене беретке Службе државне безбедности Србије. 2. корпус се поново окупио иза Приједорске ОГ 10 и српских трупа. Како се АРБиХ приближила ова два града, ХВ је 18. септембра покренула операцију Уна, која је укључивала покушаје преласка ријеке Уне на неколико тачака у близини Босанске Дубице, Босанске Костајнице и Новог Града преко пута Двора. ХВ је успела да успостави неколико малих мостобрана на десној обали реке, али је операција прекинута након дводневних борби због великих губитака изазваних лошим планирањем.
Контраофанзива ВРС
Дана 20.–22. септембра, 5. козарска и 6. санска бригада ВРС успјеле су да потисну ОГ Центар отприлике six kilometres (3,7 miles), док су се дијелови ОГ Сјевер морали повући са неких подручја која су заузели. ОГ Сјевер успјела је да настави напредовање код Новог Града и према Љубији уз јак отпор.  Генерал-пуковник Ратко Младић је 22. септембра прекинуо лечење у Београду како би се вратио у Бања Луку и директније контролисао ВРС. На састанку највиших команданата ВРС и Младића поднесен је захтев за општу мобилизацију, успостављање војних судова на нивоу корпуса и захтев да СДГ напусти то подручје – упркос чињеници да их је позвало Министарство унутрашњих послова Републике Српске и да им је овлашћење дао Радован Караџић, председник Републике Српске. Коначно, наређена је контраофанзива ВРС да би се повратила изгубљена територија.
Контраофанзива је почела у ноћи 23. на 24. септембар, нападом 65. заштитних пука ВРС, 16. крајишке и 43. моторизоване бригаде и трупа СДГ ОГ Север. Борбе су трајале шест дана и лично их је надгледао Младић. Снаге ВРС-а потиснуле су АРБиХ назад у Босанску Крупу и Отоку, али је напредовање морало бити заустављено како би се снаге преусмјериле на одбрану Мркоњић Града. До 1. октобра, ОГ Југ је потиснула 17. Кључку бригаду ВРС на мање од three kilometres (1,9 miles) од Мркоњић Града. 16. моторизована бригада пребачена је из Босанске Крупе у Мркоњић Град, под командом ОГ 2 30. дивизије пуковника Миленка Лазића. ОГ 2, уз подршку СДГ-а, Црвених беретки, специјалне полицијске бригаде босанских Срба и најмање једног батаљона 1. оклопне бригаде, почела је да тјера ОГ Југ назад на сјевер према Кључу. Оперативна група Југ је добила само један додатни независни батаљон од 7. корпуса као појачање. Ојачане 5. козарска и 6. санска пјешадијска бригада ВРС (организоване као ОГ Приједор) кренуле су на југ од Санског Моста према Кључу како би завршиле покрет клешта са циљем уништења ОГ Југ. Контранапад је добио замах до 3. октобра, а ВРС је напредовала у кругу од one kilometre (0,62 miles) од Кључа, прешавши seventeen kilometres (11 miles) за три дана. 16. моторизована бригада поново је прераспоређена, овог пута за појачање положаја ВРС на планини Озрен код Добоја. Преостале снаге ВРС, оснажене додатком 2. извиђачко-диверзантског одреда 2. корпуса, наставиле су са нападима на Кључ, али су до 8.–9. октобра оствариле само мали напредак, пошто је ОГ Југ коначно добила још појачања од 7. корпуса, тачније бригаде [ 278 ] и 7. бригаде. Будући да је Кључ и даље био угрожен, АРБиХ је затражила помоћ ХВ-а и ХВО-а.
Заузимање Санског Моста
ХВ и ХВО су се договорили да помогну АРБиХ и покренули операцију Јужни потез за ублажавање ситуације у Кључу. У овој операцији ХВ и ХВО су извели 11.000–12.000 војника који су заузели Мркоњић Град из три бригаде ВРС, чиме су умањили притисак на АРБиХ у Кључу. ХВ и ХВО су затим заузели Хидроелектрану Бочац, посљедњи преостали извор електричне енергије доступан босанским Србима у западној Босни и Херцеговини. Дана 11. октобра, ХВ и ХВО су стигли до тачке на планини Мањачи, 25 kilometres (16 miles) јужно од Бања Луке.
До 9. октобра, 5. корпус АРБиХ је примио око 10.000 војника као појачање, укључујући Гардијску бригаду АРБиХ,  17. крајишку горску, 717. брдску, 708. лаку и 712. брдску бригаду и 7. извиђачко-сабоску бригаду.  Гардијска бригада је коришћена за појачање ОГ Центар, који је такође примио 501. бригаду из ОГ Југ, док је сада у саставу ОГ Југ пет бригада које су раније биле потчињене 7. корпусу.
Тог дана, 5. корпус је кренуо у нови напад на Сански Мост, користећи ОГ Центар и Југ да заузму град. Напад, који су предводиле 502. и 510. бригада, пробио је одбрану ВРС-а којом су биле 15. бихаћка и 17. кључка бригада, приморавши Зељају да повуче своје трупе у сам град како би избјегао опкољавање. Дана 10. октобра, елементи 43. моторизоване и 11. дубичке бригаде ВРС-а покренули су неуспјешан покушај да зауставе напредовање АРБиХ на периферији Санског Моста. 502. бригада, Гардијска бригада и 5. батаљон војне полиције су потом заузели град.
Упркос чињеници да је 12. октобра планирано да примирје ступи на снагу у цијелој Босни и Херцеговини, ОГ Центар је наставио напредовање сјевероисточно од Санског Моста, ангажујући главнину 43. моторизоване бригаде ВРС-а у низу сукоба. Ове борбе су резултирале малим променама на територији коју су држале обе стране до 20. октобра, када су борбе утихнуле.

## Последице
Операција Сана, као и операција Маестрал 2, биле су кључне у вршењу притиска на ВРС у последњим недељама рата у Босни. У анализи Централне обавјештајне агенције у којој су упоређивани ефекти Операције Намјерна сила, Сана и Маестрал 2 на ВРС, наведено је да НАТО кампања није деградирала борбену способност ВРС колико је то првобитно претпостављено, јер ваздушни удари никада нису првенствено били усмјерени на јединице распоређене на терену, већ су циљали на војну инфраструктуру командовања и контроле босанских Срба. Анализа је закључила да су, док је НАТО деградирао способности ВРС, највећу штету нанијеле посљедње офанзиве ХВ, ХВО и АРБиХ. Даље је констатовано да су те офанзиве, а не НАТО бомбардовање, биле одговорне за довођење босанских Срба за преговарачки сто и окончање рата. Аутор Роберт Ц. Овен тврди да ХВ, ХВО и АРБиХ не би напредовали тако брзо као што су напредовали да НАТО није интервенирао и ускратио ВРС-у своје комуникације дугог домета.
Операцијом Сана и Операцијом Јужни покрет утврђена је расподјела територије коју контролишу АРБиХ и ХВО с једне стране и ВРС са друге стране од 51%–49%, што је предвиђено плановима које је изнијела Контакт група . АРБиХ, ХВО и ХВ су на крају пристали на одржавање примирја од 12. октобра. Према ријечима британског историчара Марка Атиле Хоареа, њихов пристанак је осигуран након огромног дипломатског притиска са Запада и наводне пријетње америчким зрачним нападима на АРБиХ уколико она прекрши примирје. Босански рат је окончан прихватањем Дејтонског споразума од стране свих страна у новембру 1995.
У офанзиви је погинуло 178, рањено 588 и 41 заробљени војник АРБиХ. Губици босанских Срба износили су 900 убијених и више од 1.000 рањених.  Снаге босанских Срба су у септембру и октобру протјерале из својих домова 6.500 бошњачких и хрватских цивила који су живјели на подручју Бањалуке или Приједора. Промјене контроле територије омогућиле су и приступ двије масовне гробнице у близини Санског Моста, за које се вјерује да садрже тијела 300 цивила које су убиле снаге босанских Срба у априлу 1992.
Операција Сана, заједно са скоро истовременом операцијом Маестрал 2, створила је велики број српских избеглица из подручја која су претходно била под контролом ВРС. Извори босанских Срба документују око 40.000 избеглица у септембру 1995. године, што обухвата целокупно савремено становништво босанских Срба у градовима Јајцу, Шипову, Мркоњић Граду и Доњем Вакуфу које су избегле или евакуисане.  Тада је портпарол УН у Сарајеву процијенио број избјеглица на 20.000.  Борбе у октобру изазвале су још 30.000–40.000 избјеглица које су побјегле из Санског Моста и још 10.000 које су напустиле Мркоњић Град и околину.